# تريوكسان

متصاوغات التريوكسان:3،2،1-تريوكسان (يسار) و 4،2،1-تريوكسان (وسط) و 5،3،1-تريوكسان (يمين)

تريوكسان هو مركب عضوي حلقي غير متجانس مشبع له الصيغة الكيميائية C3H6O3.
يتألف المركب بنيوياً من حلقة سداسية حاوية على ثلاث ذرات أكسجين؛ ويطلق على مشتقاته اسم تريوكسانات. يوجد هناك ثلاثة متصاوغات من المركب، وهي 3,2,1-تريوكسان، و 4,2,1-تريوكسان، وهما مركبان افتراضيان بسبب عدم الاستقرار؛ بالإضافة إلى وجود المتصاوغ الثالث 5,3,1-تريوكسان وهو مركب مستقر وهو الأشهر.
يعد 5,3,1-تريوكسان ثلاثي وحدات حلقي من الفورمالدهيد.

## التحضير
يحضر 5,3,1-تريوكسان من تفاعل تحلّق الميثانال (الفورمالدهيد) بوجود حفاز حمضي:
يتم التفاعل وفق الآلية التالية:

## الخواص
يوجد مركب 5,3,1-تريوكسان في الشروط القياسية على شكل صلب بلوري أبيض اللون، وله رائحة قريبة من الإيثانول. ينحل المركب بسهولة في الماء والإيثانول والإيثر. يتفكك المركب عند التعرض لدرجات حرارة مرتفعة إلى الفورمالدهيد.

## الاستخدامات
يستخدم التريوكسان في إنتاج بوليميرات بولي أوكسي ميثيلين (POM)، والتي ينتج منها حوالي مليون طن سنوياً. كما يستخدم التربوكسان مع الهكسامين في صناعة أقراص الوقود الصلب.
يستخدم التريوكسان في المختبرات الكيميائية من أجل الحصول على مصدر لامائي من الفورمالديهيد.

## اقرأ أيضاً
- ديوكسان
- ديوكسولان
- تريثيان